# 东楚
东楚, 战国末期到秦汉时的地理概念，大体范围在今天安徽省东部，江苏大部、山东南部，浙江北部等地。

## 地理
东楚原为吴越故地，在战国中后期才逐渐归属于楚国；西楚则为楚国故地，为楚国核心区，包括楚国历史上定都过的诸郢(鄢郢、纪郢（南郡江陵）、陈郢（陈国故都）、寿郢)；南楚则为楚国的南部边荒之地。
《史记·货殖列传》记载的东楚地理范围： 彭城以东，东海、吴、广陵，此东楚也。 其俗类徐、僮。朐、缯以北，俗则齐。浙江南则越。 夫吴自阖庐、春申、王濞三人招致天下之喜游子弟，东有海盐之饶，章山之铜，三江(长江、钱塘江、吴淞江)、五湖之利，亦江东一都会也。

## 历史
项羽起兵东楚故地江东，项羽的领地包含西楚与东楚的大部分地区，而南楚则被项羽分封给了吴芮(衡山国)、英布(九江国)、共敖(临江国)。西汉建立后，一度封建制与郡县制并立，称“郡国并行制”。东楚地区分属東海郡， 泗水国， 楚國一部分（彭城郡），江都國， 東陽郡，廣陵國，臨淮郡，會稽郡（荆國），丹楊郡（鄣郡或故鄣郡）等地。